# Ballograf

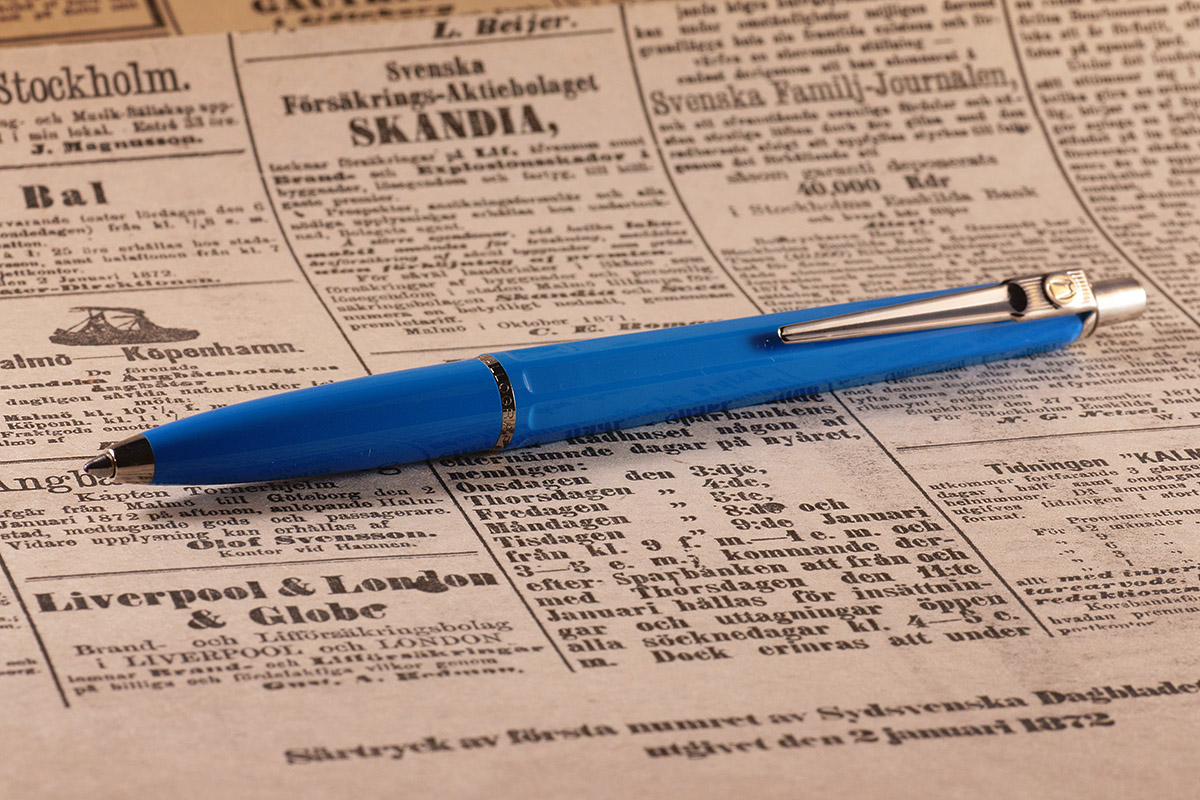
Ballografpennan Epoca

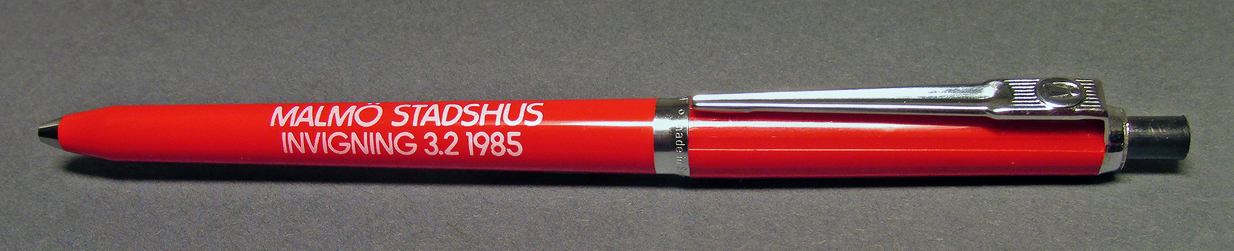
En souvenirpenna av märket Ballograf delades ut till besökare vid invigningen av nya Malmö stadshus 1985.

Ballograf AB är ett företag i Göteborg som tillverkar kulspetspennor. Företagets mest sålda produkt är kulspetspennan Epoca. Ballograf grundades på 1940-talet och är Nordens enda penntillverkare.

## Historia
Ballografs grundare Eugen Spitzer kom till Sverige från Wien som österrikisk-ungersk jude där han flytt nazisternas intåg 1938. Han fick anställning hos Rosendahls som säljare av karbonpapper. Ballograf grundades 1945 av Spitzer som Aktiebolaget Fabeha med försäljning av kontorsvaror. Tillverkningen av kulpennor startade i liten skala i ett garage på S:t Pauligatan i Göteborg 1947. Den första leveransen gick till Epa. I utvecklingsarbetet deltog Friedrich Schächter.
Produktionen ökade efterhand och verksamheten flyttade till Krokslättsgatan i Mölndal. Företaget hette nu Ballografverken AB. Varumärket Ballograf marknadsfördes i hela Norden och blev snabbt välkänt. Victor Reich anställdes som VD och blev frontfigur. Han utsågs även till Österrikes generalkonsul i Göteborg.
1952 lanserades Ballograf ljuståligt bläck, Svenskt arkivbläck, som blivit standarden Svenskt Arkiv vilket sedan dess gjort stat, kommuner och landsting till kunder. Ballograf lanserade tidigt en kulpenna med tryckmekanism, vilket gav ökad användarvänlighet. 1953 kom Ballograf med en kulpatron med ljusäkta bläck. Detta var det stora genombrottet för kulpennan, eftersom den nu gick att använda inom myndigheter och företag. Ballograf var det ledande varumärket för kulpennor i Norden. Försäljning hade också kommit igång i andra europeiska länder som Österrike, Schweiz och Nederländerna.
1959 köptes företaget av den franska Bic-koncernen, som ville etablera sig på den nordiska kontorsvarumarknaden. Bics ägarskap gjorde också att Ballograf ansvarade för försäljningen av Bics pennor och övriga sortiment med bland annat rakhyvlar. 1960 lanserades företagets mest sålda penna – Epoca. Epoca skapades av Wolfgang Schweizer och finns även i varianten Epoca Bank Deskset. På 1970-talet lanserades modellen Nordica. 1992 lanserades den nya pennmodellen Rondo.
Under 2004 beslutade Bic att sälja varumärket och tillverkningen av Ballografprodukter till sin dåvarande nordenchef. Försäljningen genomfördes den 1 november 2004 och bolaget övergick i ägo till 50 % av Jan Johansson och till 50 % av Tommy Kvist. Fram till en bit in på 1970-talet hade Ballograf 200 anställda. 2008 var det drygt 30 personer som arbetade på företaget. Ballografs huvudkontor ligger sedan 1969 i industriområdet Grimmered i Västra Frölunda. 1969–2019 skedde även tillverkningen i Grimmered. Tillverkningen sker sedan 2019 i Filipstad.